# El Sauzal
El Sauzal é um município da Espanha, na ilha de Tenerife, província de Santa Cruz de Tenerife, comunidade autónoma das Canárias. Tem 18,3 km² de área e em 2021 tinha 8 918 habitantes (densidade: 487,3 hab./km²).
| Limites do município de El Sauzal         |                                      |                        |
| Oceano Atlântico                          | Oceano Atlântico e Tacoronte         | Tacoronte              |
| Oceano Atlântico e La Matanza de Acentejo |                                      | El Rosario e Tacoronte |
| La Matanza de Acentejo                    | La Victoria de Acentejo e El Rosario | El Rosario             |

## Demografia
| Variação demográfica do município entre 1991 e 2004[carece de fontes?] | Variação demográfica do município entre 1991 e 2004[carece de fontes?] | Variação demográfica do município entre 1991 e 2004[carece de fontes?] | Variação demográfica do município entre 1991 e 2004[carece de fontes?] |
| ---------------------------------------------------------------------- | ---------------------------------------------------------------------- | ---------------------------------------------------------------------- | ---------------------------------------------------------------------- |
| 1991                                                                   | 1996                                                                   | 2001                                                                   | 2004                                                                   |
| 6258                                                                   | 7034                                                                   | 7689                                                                   | 8178                                                                   |